# Галинка (Киевская область)
Гали́нка (укр. Гали́нка) — село, входит в Бородянский район Киевской области Украины.
Население по переписи 2001 года составляло 248 человек. Занимает площадь 1,2 км².

## Транспорт
1,5 км до автомобильной дороги E373 (М‑07).
4,5 км до остановочного пункта Загальцы на железнодорожной линии Киев — Коростень (ЮЗЖД). Также проходит местный автобус до железнодорожной станции Бородянка.

## Местный совет
07813, Киевская обл., Бородянский р-н, с. Качалы, ул. Кооперативная, 113